# Louis-Jacques-Charles Poirier
Louis-Jacques-Charles Poirier, francoski general, * 1894, † 1980.